# ファットゥーシュ
ファットゥーシュ（アラビア語: فتوش）は、焼いたり揚げたりした千切ったピタパン (khubz 'arabi)とトマトや大根の様な野菜と葉菜類を混ぜて作られたサラダである。ファットゥーシュは乾燥させた(ステーリングした)フラットブレッドをベースにしたen:Fatteh（複数形：fattat）の料理群とされている。
この料理には、季節や味に応じて野菜やハーブが加えられることも有る。